# 上山溫泉車站
上山溫泉車站（日语：／ Kaminoyama-onsen eki */?）是位於日本山形縣上山市矢來一丁目，由東日本旅客鐵道（JR東日本）所經營的鐵路車站。根據官方劃分，上山溫泉車站原本是奧羽本線沿線的車站之一，但因為以奧羽本線部分路段升級而成、與奧羽本線共用路線的山形新幹線也在此站停車，因此運務上可說是山形線（奧羽本線的部分路段在營運上所採用的暱稱）與山形新幹線之間的轉車站之一。本站是所在地上山市的主要車站，在1901年初設時原名上山（上ノ山），此站名一直使用到1992年時，配合山形新幹線福島至山形間路段通車而改為現名。2002年本站的站房因仿照附近古城上山城的建物造型設計而成，而獲選為東北車站百選（東北の駅百選）之列。
除了客運業務外，在1991年前日本貨物鐵道（JR貨物）原本在上山溫泉車站是有貨運專用站，但該業務目前早已停辦、貨運站也已不復存在。

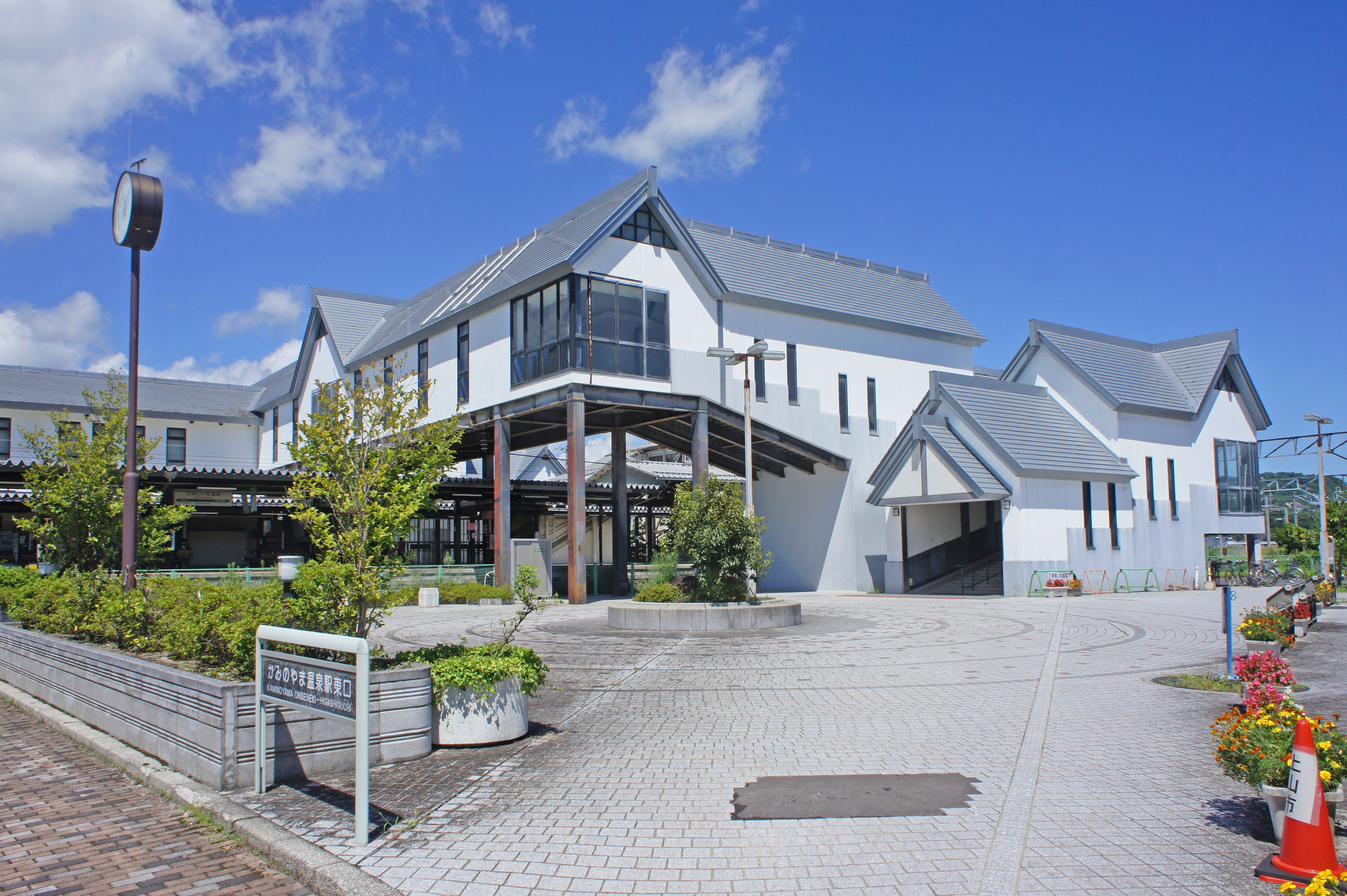
東口(2022年8月)

## 車站

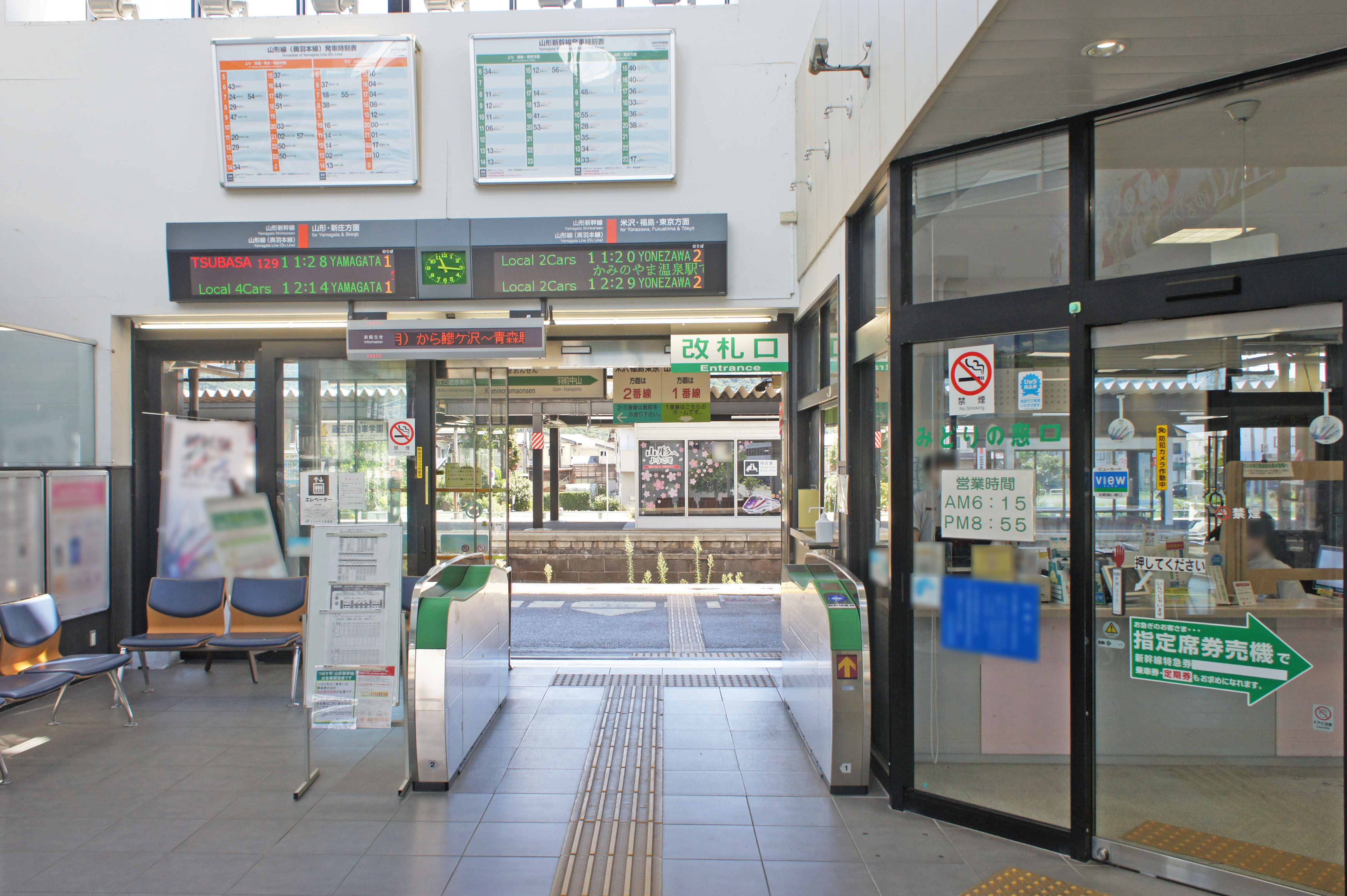
驗票口(2022年8月)

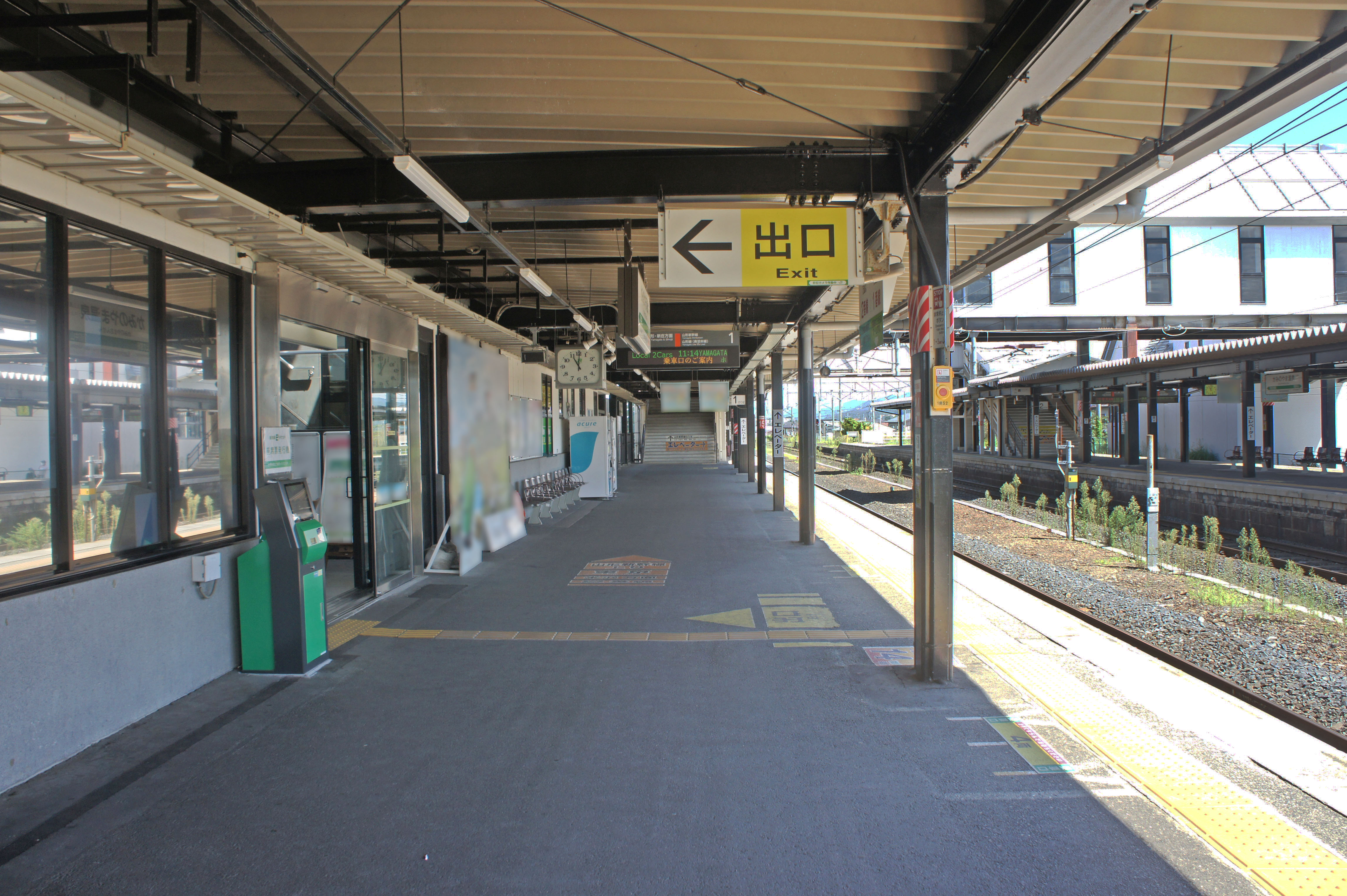
1號月台(2022年8月)

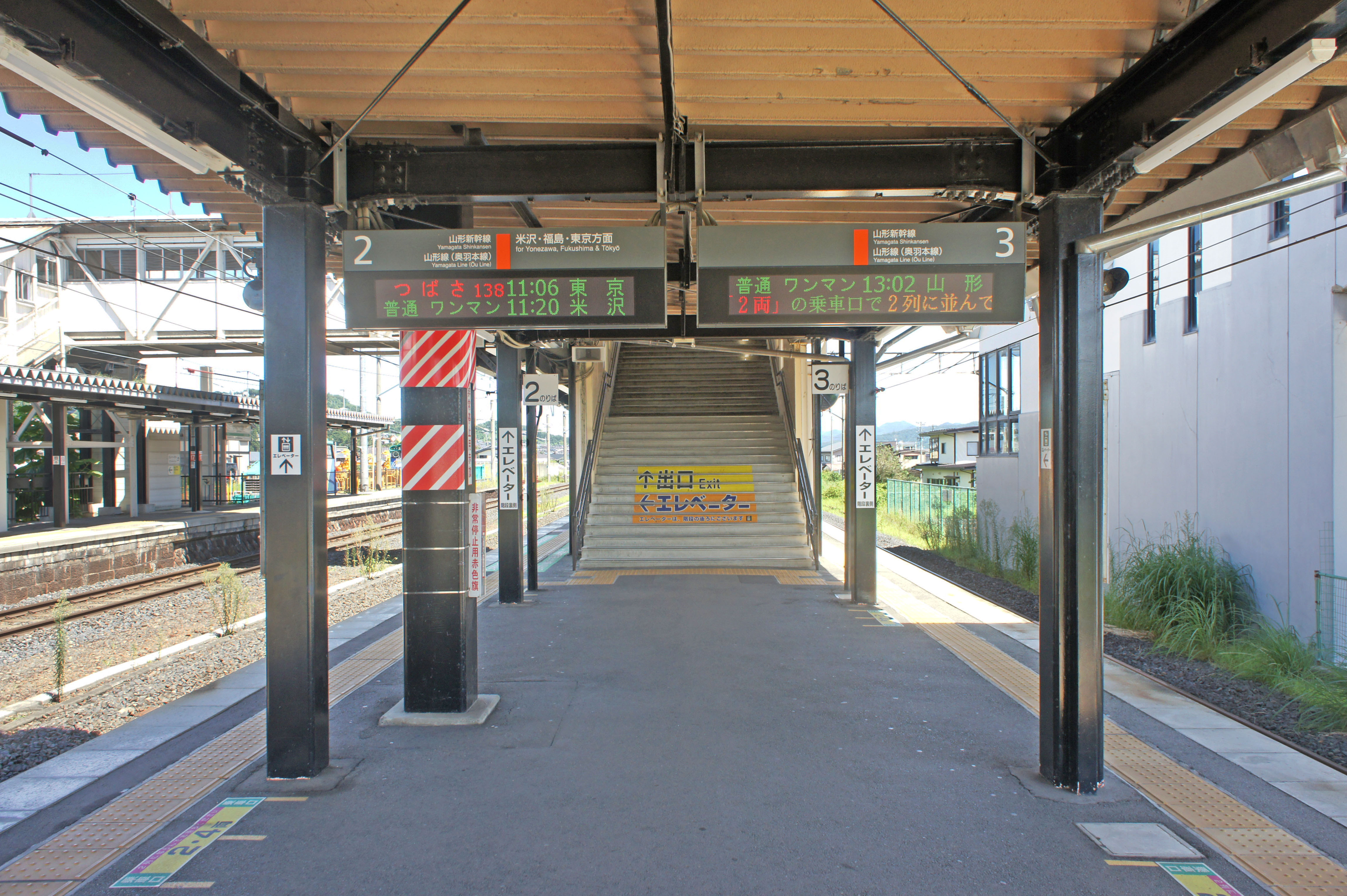
2號與3號月台(2022年8月)

本站是配有一座側式月台（1號線）與一座島式月台（2、3號線）的地面車站，各月台間是以跨線天橋連絡。本站是由JR東日本東北綜合服務所代為營運的業務委託車站，由山形負責管理。但在2015年業務委託化之前，上山溫泉原為直營車站且本身曾是羽前中山、茂吉紀念館前等鄰近小站的管理車站。

### 月台配置
| 月台 | 路線        | 方向 | 目的地                               |
| ---- | ----------- | ---- | ------------------------------------ |
| 1    | ■山形新幹線 | 下行 | 往山形、新方向                       |
| 1    | ■山形線     | 下行 | 往山形、新方向                       |
| 2    | ■山形新幹線 | 上行 | 往米澤、福島、宇都宮、大宮、東京方向 |
| 2    | ■山形線     | 上行 | 往赤湯、米澤方向                     |
| 3    | ■山形線     | 下行 | 山形、新庄方向（僅部分列車使用）       |

## 相鄰車站
東日本旅客鐵道
■山形新幹線
赤湯－上山溫泉－山形
■山形線（奧羽本線）
羽前中山－上山溫泉－茂吉紀念館前

## 外部連結
- （日語）上山溫泉車站（JR東日本） （页面存档备份，存于）

38°9′7″N 140°16′42″E / 38.15194°N 140.27833°E